# Henry Wittenberg
Henry Wittenberg (Jersey City, 18 settembre 1918 – 9 marzo 2010) è stato un lottatore statunitense, specializzato nella lotta libera.

## Palmarès

### Olimpiadi
- Oro a Londra 1948 nei pesi medio-massimi.
- Argento a Helsinki 1952 nei pesi medio-massimi.